# Baron Dagworth

Wappen des Thomas Dagworth, 1. Baron Dagworth

Baron Dagworth war ein erblicher britischer Adelstitel (Barony by writ) in der Peerage of England.
Der Titel wurde am 13. November 1347 von König Eduard III. für seinen Heerführer in der Bretagne Sir Thomas de Dagworth geschaffen, indem dieser erstmals per Writ of Summons ins House of Lords des englischen Parlaments berufen wurde. Seit dessen Tod am 20. Juli 1350 ruht der Titel, da ihn seither kein berechtigter Erbe wirksam beansprucht hat.
Nach heutigem Verständnis fiel der Anspruch auf den Titel an Thomas’ Sohn und Erben Sir Nicholas Dagworth, der allerdings nie ins House of Lords berufen wurde. Bei dessen kinderlosem Tod, 1402, fiel der Titelanspruch (oder im Falle der Existenz weiterer Schwestern der Co-Anspruch während einer Abeyance), an dessen Schwester Alianore, die seit 1362 mit Walter Fitzwalter, 4. Baron Fitzwalter, verheiratet war. Seit deren Sohn Walter Fitzwalter, 5. Baron Fitzwalter, ihren Anspruch erbte, ist dieser mit dem bis heute bestehenden Titel Baron Fitzwalter verbunden.

## Liste der Barone Dagworth (1347)
- Thomas Dagworth, 1. Baron Dagworth († 1350)